# Miss Rio Grande do Norte 2018
Miss Rio Grande do Norte 2018 foi a 62ª edição do tradicional concurso de beleza feminina do Estado, válido para o certame nacional de Miss Brasil 2018, único caminho para o Miss Universo. O evento contou com a participação de vinte e sete (27) candidatas em busca do título que pertencia à modelo e semifinalista no Miss Brasil 2017, Milena Balza  .  O título ficou com a Miss Riacho da Cruz, Monique Sandrelly Rêgo, essa foi a primeira vez que uma representante de tal cidade competiu no certame. . O certame é comandado desde de 2009 por George Azevedo e contou com a apresentação da jornalista Juliana Celi e do estilista Wagner Kallieno.  O concurso se realizou no dia 10 de Abril na capital Natal.

## Resultados

### Colocações
| Posição                 | Município e Candidata |
| Vencedora               | - Riacho da Cruz - Monique Sandrelly Rêgo |
| 2º. Lugar               | - Parnamirim - Olga Carvalho |
| 3º. Lugar               | - Almino Afonso - Isabela Pontes |
| 4º. Lugar               | - Currais Novos - Yanna Gomes |
| 5º. Lugar               | - Nísia Floresta - Rebecca Lins |
| (TOP 15) Semifinalistas | - Areia Branca - Vanessa Muniz - Ceará-Mirim - Bruna Cristina - Jucurutu - Malu Nunes - Natal - Nahirza Galvão - Mossoró - Gabrielle Miranda - Patu - Amanda Guedes - Poço Branco - Dayana Silva - São Fernando - Cleide Santos - São Gonçalo do Amarante - Marcelle Bezerra - Tangará - Ângela Fonseca |

### Ordem dos Anúncios
| 1. Patu 2. Nísia Floresta 3. Riacho da Cruz 4. Parnamirim 5. São Fernando 6. Almino Afonso 7. Ceará-Mirim 8. Tangará 9. Poço Branco 10. Areia Branca 11. Jucurutu 12. Mossoró 13. Currais Novos 14. São Gonçalo do Amarante 15. Natal | 1. Currais Novos 2. Almino Afonso 3. Riacho da Cruz 4. Nísia Floresta 5. Parnamirim |  |  |

## Candidatas
Disputaram o título este ano:
| - Almino Afonso - Isabela Pontes - Alto do Rodrigues - Mirelly Moura - Areia Branca - Vanessa Muniz - Caicó - Renata Cristina - Canguaretama - Fabiana Santana - Ceará-Mirim - Bruna Cristina - Currais Novos - Yanna Gomes - Extremoz - Alana Lopes - Jaçanã - Thalya Gomes - Jucurutu - Malu Nunes - Macaíba - Milena Lima - Martins (Rio Grande do Norte) - Ana Cristina - Maxaranguape - Lorena Bichão - Mossoró - Gabrielle Miranda - Natal - Nahirza Galvão | - Nísia Floresta - Rebecca Lins - Parnamirim - Olga Carvalho - Patu - Amanda Guedes - Pendências - Gabriela Queiroz - Poço Branco - Daiana Silva - Riacho da Cruz - Monique Sandrelly Rêgo - Santa Cruz - Larissa Dantas - São Gonçalo do Amarante - Marcelle Bezerra - São Fernando - Cleide Santos - São José de Mipibú - Thalya Nascimento - Taipu - Eduarda Carvalho - Tangará - Ângela Fonseca |

## Crossovers
Candidatas em outros concursos: